# 1977 au Canada
Pour un article plus général, voir Chronologie du Canada.
Cet article traite des événements qui se sont produits durant l'année 1977 au Canada.

## Événements

### Politique
- 1er janvier : le Canada étend sa Zone économique exclusive à 200 milles nautiques ou 370 kilomètres.

- 15 mars : Brigitte Bardot alerte le monde sur la chasse aux bébés phoques organisée sur les glaces de Blanc-Sablon.

- 26 août : vote de la Charte de la langue française au Québec (appelée aussi la loi 101) est une loi-cadre qui sert à faire respecter les droits linguistiques des citoyens du Québec et qui fait du français, la langue majoritaire de la province de Québec, la seule langue officielle de la province québécoise. C'est une loi fondamentale qui a une valeur quasi-constitutionnelle qui est reliée à la Charte des droits et libertés de la personne du Québec, qui, comparé à la Charte de la langue française, est supérieure dans la hiérarchie des normes juridiques.

- Fondation du programme Katimavik.

### Justice
- 6 août : enlèvement de Charles Marion, gérant de caisse populaire. Une rançon fut demandée pour sa libération.

- Un chapitre des motards Hells Angels s'installe à Sorel au Québec.

### Sport

#### Hockey
- 22 décembre (jusqu'au 3 janvier 1978) : Championnat du monde junior de hockey sur glace 1978 au Québec et en Ontario.

- Fin de la Saison 1976-1977 de la LNH suivi des Séries éliminatoires de la Coupe Stanley 1977. Les Canadiens de Montréal remportent la Coupe Stanley contre les Bruins de Boston.
- Fin de la Saison 1976-1977 de l'AMH. Les Nordiques de Québec gagnent le Trophée mondial Avco de l'Association mondiale de hockey.
- Les Bruins de New Westminster remportent la Coupe Memorial 1977.
- Repêchage amateur de la LNH 1977.
- Début de la Saison 1977-1978 de la LNH et de la Saison 1977-1978 de l'AMH.

#### Baseball

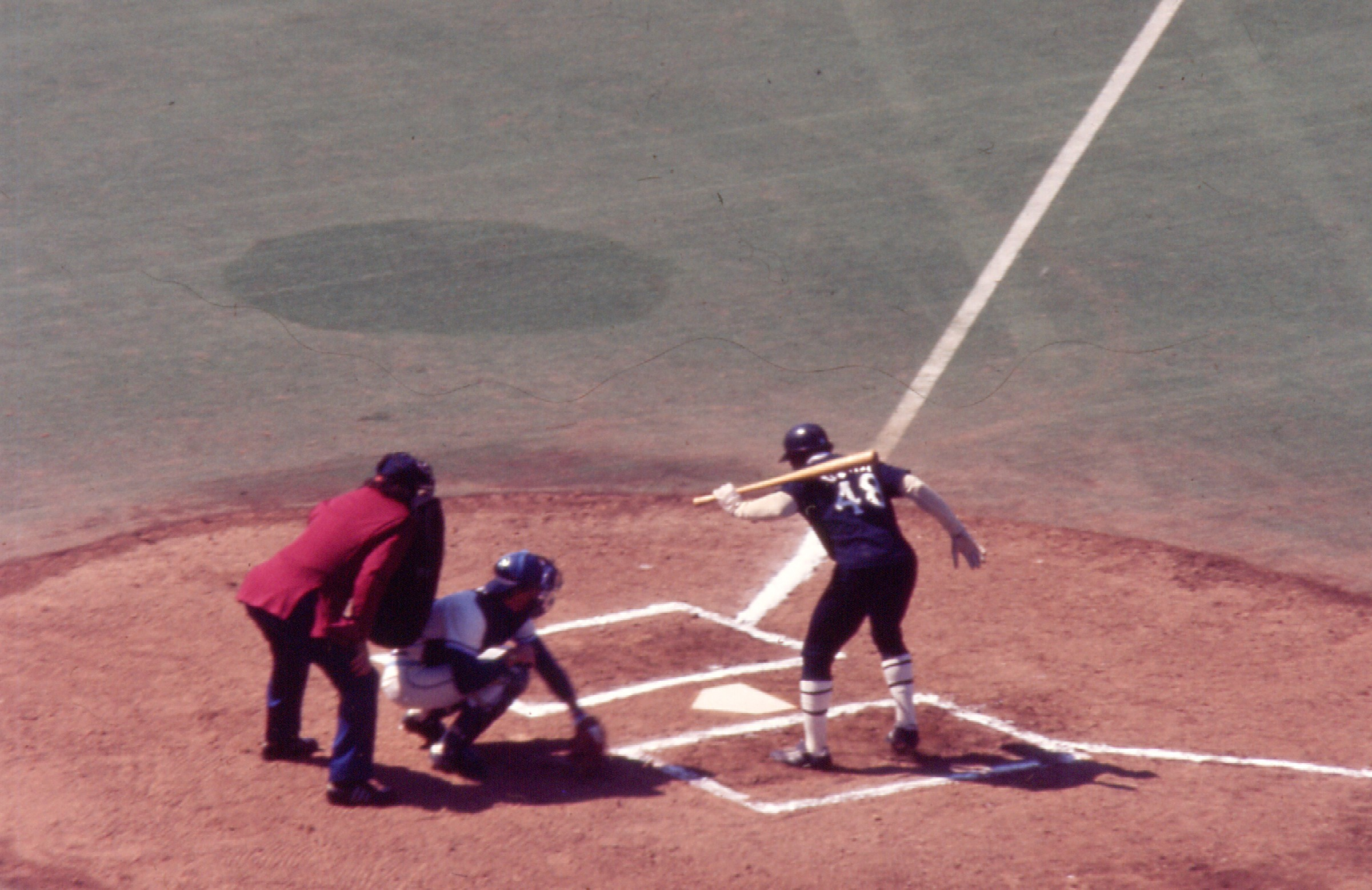
Blue Jays contre White Sox en 1977

- Baseball : première saison des Blue Jays de Toronto.

#### Équitation
- Création de Canada Hippique avec l'acquisition de la Fédération équestre canadienne (FEC) et de l'Équipe équestre canadienne (EEC).

### Économie
- Ouverture du Eaton Centre Toronto.
- Ouverture du premier magasin Jacob à Sorel.

### Culture
- 11 août : première télédiffusion de La Sagouine sur Radio Canada.

- Lancement de la Ligue nationale d'improvisation.

- 14 novembre : première diffusion de l'émission de télévision pour enfants Passe-Partout.

#### Film
- Panique (film, 1977).

#### Livre
- Conrad Black rédige deux livres: Duplessis, l'ascension et Duplessis, le pouvoir.

#### Musique
- Paul Piché lance son album À qui appartient l'beau temps? .
- Charles Dutoit prend la direction de l'Orchestre symphonique de Montréal.

### Religion
- Congrès du Renouveau charismatique au Stade olympique de Montréal.

## Naissances
- 7 janvier : Richard Rochefort, joueur de hockey sur glace.
- 21 avril : Jamie Salé, patineuse.
- 4 mai : Emily Perkins, actrice.
- 12 juin : Wade Redden, joueur de hockey sur glace.
- 1er juillet : Jarome Iginla, joueur de hockey sur glace.
- 17 juillet : Marc Savard, joueur de hockey sur glace.
- 14 août : Tonya Verbeek, lutteuse.
- 24 août : Murray Grapentine, joueur de volley-ball.
- 6 octobre : Daniel Brière, joueur de hockey sur glace.
- 18 octobre : Paul Stalteri, footballeur.
- 29 octobre : Matt Higgins, joueur professionnel de hockey sur glace.

## Décès
- 5 mai : Stuart Garson, premier ministre du Manitoba.
- 24 juin : André-Gilles Fortin, chef du crédit social.
- 3 novembre : William Kurelek, artiste peintre et écrivain.
- 12 décembre : Frank Boucher, joueur et entraîneur de hockey sur glace.